# Bahnstrecke Heidelberg–Speyer
| |                                                                                  |                                                                                             |                                                                                             |
| Streckennummer (DB): | 4103 (Heidelberg–Schwetzingen) 4024 (Schwetzingen–Speyer)                        |                                                                                             |                                                                                             |
| Kursbuchstrecke (DB): | 300a (1963), 302b (1944)                                                         |                                                                                             |                                                                                             |
| Kursbuchstrecke: | 318b (Heidelberg Hbf – Speyer Rheinbf 1946) 318 (Schwetzingen – Oftersheim 1946) |                                                                                             |                                                                                             |
| Streckenlänge: | 27,6 km                                                                          |                                                                                             |                                                                                             |
| Spurweite: | 1435 mm (Normalspur)                                                             |                                                                                             |                                                                                             |
| Maximale Neigung: | 6 ‰                                                                              |                                                                                             |                                                                                             |
| Minimaler Radius: | 180 m                                                                            |                                                                                             |                                                                                             |
| |                                                                                  |                                                                                             |                                                                                             |
| \| \| \| Odenwaldbahn von Neckargemünd \| \| \| \| \| Rheintalbahn von Karlsruhe \| \| \| \| 0,000 \| Heidelberg Hbf (alter Kopfbahnhof) \| Heidelberg Hbf (alter Kopfbahnhof) \| \| \| \| Streckenverlegung ca. 1910, Kriegskurve (1865–1914) \| \| \| \| 1,100 \| Heidelberg Hbf (neuer Bahnhof) \| Heidelberg Hbf (neuer Bahnhof) \| \| \| \| \| \| \| \| \| nach Frankfurt, nach Mannheim \| \| \| \| \| \| \| \| \| 2,000 \| \| \| \| \| \| Heidelberg Betriebsbahnhof \| \| \| \| \| ehem. Heidelberg Rbf \| \| \| \| 3,0003,700 \| Fehlstelle 730 m nach Verlegung \| Fehlstelle 730 m nach Verlegung \| \| \| \| Pfaffengrund (ab 1950) \| \| \| \| \| A 5 \| \| \| \| 5,020 \| Eppelheim \| Eppelheim \| \| \| 7,360 \| Plankstadt \| Plankstadt \| \| \| 8,650 \| Bahnübergang mit Straßenbahn Heidelberg \| Bahnübergang mit Straßenbahn Heidelberg \| \| \| \| \| \| \| \| \| Strecke von Neu-Edingen/MA-Friedrichsfeld, von Mannheim \| \| \| \| \| \| \| \| \| 9,430 \| Schwetzingen \| Schwetzingen \| \| \| 10,500 \| Oftersheim (damals Hp, heute Bft) \| Oftersheim (damals Hp, heute Bft) \| \| \| \| nach Karlsruhe \| \| \| \| \| A 6 \| \| \| \| \| SFS Mannheim–Stuttgart \| \| \| \| \| B 36 \| \| \| \| \| Hockenheim-Talhaus \| \| \| \| 15,750 \| Talhaus \| Talhaus \| \| \| \| Lußhof bis 1938 \| \| \| \| \| Trasse 1865–1938 bzw. 1938–1945 \| \| \| \| \| \| \| \| \| \| Landesgrenze Baden-Württemberg/Rheinland-Pfalz Schiffsbrücke Speyer bzw. Rheinbrücke Speyer \| \| \| \| \| \| \| \| \| \| zum Hafen/Technik-Museum \| \| \| \| \| zum ehem. Flugplatz (abgebaut) \| \| \| \| 23,500 \| Speyer Rheinbahnhof bis 1938 \| Speyer Rheinbahnhof bis 1938 \| \| \| \| Industriegleis \| \| \| \| \| Speyer Rheinbahnhof[2] ab 1938 \| \| \| \| \| Strecke von Schifferstadt \| \| \| \| 26,900 \| Speyer Hbf \| Speyer Hbf \| \| \| \| Einfädelung ab 1938 (abgebaut) \| \| \| \| \| Strecke nach Wörth \| \| \| \| \| \| \| \| Quellen: [3][4] \| \| \| \| |                                                                                  |                                                                                             |                                                                                             |
| Strecke (außer Betrieb) · Strecke |                                                                                  | Odenwaldbahn von Neckargemünd                                                               | Odenwaldbahn von Neckargemünd                                                               |
| Strecke (außer Betrieb) · Abzweig geradeaus und von links |                                                                                  | Rheintalbahn von Karlsruhe                                                                  | Rheintalbahn von Karlsruhe                                                                  |
| Bahnhof (Strecke außer Betrieb) · Strecke | 0,000                                                                            | Heidelberg Hbf (alter Kopfbahnhof)                                                          | Heidelberg Hbf (alter Kopfbahnhof)                                                          |
| Abzweig geradeaus und nach links (Strecke außer Betrieb) · Kreuzung (Querstrecke außer Betrieb) · Strecke von rechts (außer Betrieb) |                                                                                  | Streckenverlegung ca. 1910, Kriegskurve (1865–1914)                                         | Streckenverlegung ca. 1910, Kriegskurve (1865–1914)                                         |
| Strecke (außer Betrieb) · Bahnhof · Strecke (außer Betrieb) | 1,100                                                                            | Heidelberg Hbf (neuer Bahnhof)                                                              | Heidelberg Hbf (neuer Bahnhof)                                                              |
| |                                                                                  |                                                                                             |                                                                                             |
| Kreuzung (Strecke geradeaus außer Betrieb) · Abzweig ehemals geradeaus und nach rechts · Strecke (außer Betrieb) |                                                                                  | nach Frankfurt, nach Mannheim                                                               | nach Frankfurt, nach Mannheim                                                               |
| |                                                                                  |                                                                                             |                                                                                             |
| Strecke nach links (außer Betrieb) · Abzweig geradeaus und von rechts (Strecke außer Betrieb) · Strecke (außer Betrieb) | 2,000                                                                            |                                                                                             |                                                                                             |
| Haltepunkt / Haltestelle (Strecke außer Betrieb) · Strecke (außer Betrieb) |                                                                                  | Heidelberg Betriebsbahnhof                                                                  | Heidelberg Betriebsbahnhof                                                                  |
| Kreuzung geradeaus unten (Strecken außer Betrieb) · Kreuzung geradeaus unten (Strecken außer Betrieb) |                                                                                  | ehem. Heidelberg Rbf                                                                        | ehem. Heidelberg Rbf                                                                        |
| Abzweig geradeaus und von links (Strecke außer Betrieb) · Strecke nach rechts (außer Betrieb) | 3,0003,700                                                                       | Fehlstelle 730 m nach Verlegung                                                             | Fehlstelle 730 m nach Verlegung                                                             |
| Haltepunkt / Haltestelle (Strecke außer Betrieb) |                                                                                  | Pfaffengrund (ab 1950)                                                                      | Pfaffengrund (ab 1950)                                                                      |
| Strecke mit Straßenbrücke (Strecke außer Betrieb) |                                                                                  | A 5                                                                                         | A 5                                                                                         |
| Bahnhof (Strecke außer Betrieb) | 5,020                                                                            | Eppelheim                                                                                   | Eppelheim                                                                                   |
| Haltepunkt / Haltestelle (Strecke außer Betrieb) | 7,360                                                                            | Plankstadt                                                                                  | Plankstadt                                                                                  |
| Kreuzung mit U-Bahn (Strecken außer Betrieb) | 8,650                                                                            | Bahnübergang mit Straßenbahn Heidelberg                                                     | Bahnübergang mit Straßenbahn Heidelberg                                                     |
| |                                                                                  |                                                                                             |                                                                                             |
| Abzweig ehemals geradeaus und von rechts |                                                                                  | Strecke von Neu-Edingen/MA-Friedrichsfeld, von Mannheim                                     | Strecke von Neu-Edingen/MA-Friedrichsfeld, von Mannheim                                     |
| |                                                                                  |                                                                                             |                                                                                             |
| Bahnhof | 9,430                                                                            | Schwetzingen                                                                                | Schwetzingen                                                                                |
| Haltepunkt / Haltestelle | 10,500                                                                           | Oftersheim (damals Hp, heute Bft)                                                           | Oftersheim (damals Hp, heute Bft)                                                           |
| Abzweig geradeaus und nach links |                                                                                  | nach Karlsruhe                                                                              | nach Karlsruhe                                                                              |
| Strecke mit Straßenbrücke |                                                                                  | A 6                                                                                         | A 6                                                                                         |
| Kreuzung geradeaus unten |                                                                                  | SFS Mannheim–Stuttgart                                                                      | SFS Mannheim–Stuttgart                                                                      |
| Strecke mit Straßenbrücke |                                                                                  | B 36                                                                                        | B 36                                                                                        |
| Betriebs-/Güterbahnhof Strecke ab hier außer Betrieb |                                                                                  | Hockenheim-Talhaus                                                                          | Hockenheim-Talhaus                                                                          |
| Bahnhof (Strecke außer Betrieb) | 15,750                                                                           | Talhaus                                                                                     | Talhaus                                                                                     |
| Bahnhof (Strecke außer Betrieb) |                                                                                  | Lußhof bis 1938                                                                             | Lußhof bis 1938                                                                             |
| Verschwenkung von links (Strecke außer Betrieb) · Verschwenkung von rechts (Strecke außer Betrieb) |                                                                                  | Trasse 1865–1938 bzw. 1938–1945                                                             | Trasse 1865–1938 bzw. 1938–1945                                                             |
| |                                                                                  |                                                                                             |                                                                                             |
| Grenze auf Brücke über Wasserlauf (Strecke außer Betrieb) · Grenze auf Brücke über Wasserlauf (Strecke außer Betrieb) |                                                                                  | Landesgrenze Baden-Württemberg/Rheinland-Pfalz Schiffsbrücke Speyer bzw. Rheinbrücke Speyer | Landesgrenze Baden-Württemberg/Rheinland-Pfalz Schiffsbrücke Speyer bzw. Rheinbrücke Speyer |
| |                                                                                  |                                                                                             |                                                                                             |
| Abzweig ehemals geradeaus und von links · Kreuzung geradeaus oben (Strecke geradeaus außer Betrieb) |                                                                                  | zum Hafen/Technik-Museum                                                                    | zum Hafen/Technik-Museum                                                                    |
| Abzweig geradeaus und ehemals von links · Kreuzung (Strecken außer Betrieb) |                                                                                  | zum ehem. Flugplatz (abgebaut)                                                              | zum ehem. Flugplatz (abgebaut)                                                              |
| ehemaliger Bahnhof · Strecke (außer Betrieb) | 23,500                                                                           | Speyer Rheinbahnhof bis 1938                                                                | Speyer Rheinbahnhof bis 1938                                                                |
| Abzweig geradeaus und ehemals nach rechts · Strecke (außer Betrieb) |                                                                                  | Industriegleis                                                                              | Industriegleis                                                                              |
| Strecke · Bahnhof (Strecke außer Betrieb) |                                                                                  | Speyer Rheinbahnhof ab 1938                                                                 | Speyer Rheinbahnhof ab 1938                                                                 |
| Abzweig geradeaus und von rechts · Strecke (außer Betrieb) |                                                                                  | Strecke von Schifferstadt                                                                   | Strecke von Schifferstadt                                                                   |
| Bahnhof · Strecke (außer Betrieb) | 26,900                                                                           | Speyer Hbf                                                                                  | Speyer Hbf                                                                                  |
| Abzweig geradeaus und ehemals nach links · Strecke nach rechts (außer Betrieb) |                                                                                  | Einfädelung ab 1938 (abgebaut)                                                              | Einfädelung ab 1938 (abgebaut)                                                              |
| Strecke |                                                                                  | Strecke nach Wörth                                                                          | Strecke nach Wörth                                                                          |
| |                                                                                  |                                                                                             |                                                                                             |
| Quellen: |                                                                                  |                                                                                             |                                                                                             |

Die Bahnstrecke Heidelberg–Speyer war eine 1873 eröffnete eingleisige Nebenbahn in Baden-Württemberg und Rheinland-Pfalz.

## Geschichte
Als erstes Teilstück wurde am 17. Juli 1873 die Strecke von Heidelberg vorbei an Eppelheim und Plankstadt nach Schwetzingen eröffnet. Von Schwetzingen wurde sie am 10. Dezember 1873 über die seit 1865 bestehende Schiffbrücke nach Speyer fortgeführt. Bauherr und bis zur Verstaatlichung zum 1. Juli 1894 Eigentümer der Strecke war die Heidelberg-Speyer-Eisenbahn-Gesellschaft; Betreiber waren die Großherzoglich Badischen Staatseisenbahnen. Grundlage für den Bau waren ein badisches Gesetz vom 2. Februar 1870, eine badische Konzession vom 3. April 1872 und ein bayerisch-badischer Staatsvertrag vom 23. November 1871.
Die Schiffbrücke wurde am 20. Januar 1938 durch ein festes Brückenbauwerk ersetzt. Gleichzeitig wurde der Bahnhof Lußhof aufgegeben. Die Schiffbrücke und die mit ihr verbundene Eisenbahnstrecke ist Gegenstand der Episode 125 der Fernsehserie Eisenbahn-Romantik, die in unregelmäßigen Abständen im 3. Fernsehprogramm des Südwestrundfunks ausgestrahlt wird.
Am 23. März 1945 wurde die Brücke von sich zurückziehenden Truppen der deutschen Wehrmacht gesprengt. Die Bahnstrecke wurde bereits am 13. Oktober 1941 bombardiert, aber nicht so schwer beschädigt, dass der Bahnverkehr unmöglich war. Nach Kriegsende wurde das Teilstück Schwetzingen–Speyer wegen der fehlenden Rheinbrücke stillgelegt. Lediglich die kurze Stichbahn zum Industriegebiet Hockenheim-Talhaus blieb für den Güterverkehr erhalten.
Am 23. Januar 1950 wurde der Haltepunkt Pfaffengrund eröffnet.
Die Straßenbahnlinie Heidelberg–Schwetzingen verlief fahrgastfreundlich mitten durch die Ortschaften und stellte eine starke Konkurrenz für die Bahnstrecke dar. Wegen der schwachen Nachfrage wurde der noch verbliebene Teil der Bahnstrecke im Personen- und Güterverkehr am 1. Februar 1967 stillgelegt. Ab 1968 wurde die Strecke abgebaut.
Abschnittsweise reaktiviert wurde die Strecke als provisorische Baustellenzufahrt zur Schnellfahrstrecke Mannheim–Stuttgart, die in den 1980er Jahren errichtet wurde.

## Heutige Situation
Als Ersatz verkehrte zwischen Heidelberg und Speyer zunächst die Bahnbuslinie 7007, die abweichend von der Eisenbahn zusätzlich noch Ketsch, Hockenheim, Reilingen und Altlußheim bediente, aber nicht mehr Eppelheim und Plankstadt. Die inzwischen die Nummer 717 tragende Linie wird heute vom Busverkehr Rhein-Neckar (BRN) betrieben. Außerdem verkehren die Linien 3 und 4 der S-Bahn RheinNeckar von Speyer über Ludwigshafen und Mannheim nach Heidelberg, womit nach wie vor eine Schienenverbindung zwischen Heidelberg und Speyer besteht, die allerdings einer anderen Streckenführung als die ursprüngliche Bahnlinie folgt.
Ein Reststück der Bahnstrecke wird in Speyer als Anschlussgleis für den Rheinhafen weiter genutzt.